# WarioWare: Touched!
WarioWare: Touched! (jap. さわる メイドインワリオ Sawaru Made In Wario) – gra firmy Intelligent Systems na platformę Nintendo DS. Sprzedała się na całym świecie w liczbie 2,15 mln egzemplarzy.
Dostępne jest ponad 190 różnych prostych minigier zręcznościowych, np. budowanie bałwana, przekłuwanie balonów, zawody bokserskie, strzelanie do wrogów. Każda z tych czynności wykonywana jest za pomocą rysika, bądź mikrofonu (poprzez dmuchanie w niego).

## Postacie
- Wario,
- Mona,
- Jimmy T.,
- Kat i Ana,
- Ashley,
- Dr. Crygor,
- James T.,
- Mike,
- 9-Volt i 36-Volt,
- Wario-Man – Super Zero,
- Dribble, Spitz i Orbulon.